# Bobrovecká dolina (Podtatranská brázda)
Bobrovecká Dolina se nachází v severní části Západních Tater.
Protéká skrze ní Bobrovecký potok. Prochází jí modře značený chodník z Oravíc do Bobroveckého sedla. Dolní část doliny už leží v geomorfologickém celku Podtatranská brázda, podcelku Zuberská brázda.
Z Oravíc vede údolím po lokalitu pod Grunikom modře značený bezbariérový turistický chodník, vhodný pro lidi se sníženou pohyblivostí a imobilní. Má délku 3,2 km, jeho povrch je asfaltový,  no i tak se vozíčkářům doporučuje doprovod. 